# Жовточеревець суданський
Жовточере́вець суданський (Chlorocichla laetissima) — вид горобцеподібних птахів родини бюльбюлевих (Pycnonotidae). Мешкає в регіоні Африканських Великих озер.

## Підвиди
Виділяють два підвиди:
- C. l. laetissima (Sharpe, 1899) — поширений від Південного Судану до південно-західної Кенії і північного сходу ДР Конго;
- C. l. schoutedeni Prigogine, 1954 — поширений на сході ДР Конго і на півночі Замбії.

## Поширення і екологія
Суданські жовточеревці мешкають в Південному Судані, Демократичній Республіці Конго, Кенії, Танзанії, Уганді і Замбії. Вони живуть в гірських тропічних лісах.